# أغواديتو
أغواديتو دي بولو (بالإسبانية: Aguadito)، ويُشار إليه أيضًا ببساطة باسم أغواديتو، هو حساء دجاج تقليدي في المطبخ البيروفي يتكوّن من الدجاج والكزبرة والخضروات.

## طريقة التحضير
يُحضر الطبق بإضافة قطع الدجاج ومكونات أخرى، مثل قلوب الدجاج وكبده. كما يمكن أضافة البطاطس، والذرة، والبازلاء، والأرز، والمعكرونة، والفلفل الأحمر، ومجموعة متنوعة من التوابل. عادةً ما يكون لون الطبق أخضر بسبب الكمية الكبيرة المستخدمة من الكزبرة في الحساء.